# Fort La Jonquière
Pour les articles homonymes, voir Jonquière (homonymie).
 (novembre 2023).
Si vous disposez d'ouvrages ou d'articles de référence ou si vous connaissez des sites web de qualité traitant du thème abordé ici, merci de compléter l'article en donnant les références utiles à sa vérifiabilité et en les liant à la section « Notes et références ».
Le fort La Jonquière est un fort construit en 1751 en Nouvelle-France par Joseph-Claude Boucher de Niverville.

## Place dans l'histoire
Il est, avec le fort de La Corne, l'un des forts français les plus occidentaux du Canada. Il est situé, comme les forts Paskoya et Bourbon, dans la vallée de la Saskatchewan, parcourue par les Amérindiens Cris, les coureurs des bois et les trappeurs canadiens. On appelle cette partie de la vallée de la rivière Saskatchewan la « piste de Fort La Corne ».
Il porte le nom du marquis et gouverneur de la Nouvelle-France Jacques-Pierre de Taffanel de la Jonquière. Il est à un moment sous le commandement de Jacques Legardeur de Saint-Pierre. Il est abandonné vers 1760.

## Localisation
Sa localisation demeure incertaine ; il serait situé le long de la rivière Bow, près de la ville de Calgary. 